# Ralf Bartels
Pour les articles homonymes, voir Bartels.
Ralf Bartels (né le 21 février 1978 à Stavenhagen) est un athlète allemand spécialiste du lancer du poids.

## Carrière
Ralf Bartels se révèle durant la saison 2002 en montant sur la troisième marche du podium des Championnats d'Europe de Munich grâce à un jet à 20,58 m, avant de se classer troisième de la Coupe du monde des nations de Madrid, compétition dans laquelle l'équipe d'Allemagne prend la sixième place. L'année suivante, il termine cinquième des Championnats du monde en plein air de Paris avec la marque de 20,50 m. Deux ans plus tard, à l'occasion des Mondiaux d'Helsinki, il remporte la médaille de bronze du lancer du poids avec 20,99 m, se classant derrière l'Américain Adam Nelson et le Néerlandais Rutger Smith.
Bartels remporte son premier titre international majeur en 2006 en s'imposant lors des Championnats d'Europe de Göteborg grâce à un jet mesuré à 21,13 m, devançant de deux centimètres le Biélorusse Andrei Mikhnevich et de quatre centimètres le Danois Joachim Olsen. Il remporte en fin de saison le concours du lancer du poids de la Coupe du monde 2006. Finaliste (7e) lors des Championnats du monde 2007 d'Osaka, il ne prend pas part aux Jeux olympiques d'été de Pékin en raison d'une blessure au mollet.
En début de saison 2009, l'Allemand monte sur la troisième marche du podium des Championnats d'Europe en salle de Turin, derrière Tomasz Majewski et Yves Niaré. Le 16 août 2009, il établit la meilleure performance de sa carrière, soit 21,37 m, à l'occasion des Championnats du monde de Berlin, remportant une nouvelle médaille de bronze lors de cette compétition.
Début 2010, il se classe troisième des Championnats du monde en salle de Doha, derrière Christian Cantwell et Andrei Mikhnevich, mais améliore son record personnel avec un jet à 21,44 m. À la suite de la disqualification pour dopage de Mikhnevich, il récupère la médaille d'argent. Une cérémonie est réalisée à l'occasion des championnats du monde en salle 2018 de Birmingham. 
Devancé par Tomasz Majewski lors des Championnats d'Europe par équipes 2010, il décroche la médaille d'argent des Championnats d'Europe de Barcelone (après disqualification d'Andrei Mikhnevich) avec la marque de 20,93 m.
En mars 2011, Ralf Bartels remporte le concours des Championnats d'Europe en salle de Paris-Bercy, cinq ans après son titre continental en plein air. Il devance avec un jet de 21,16 m son compatriote David Storl et le Russe Maksim Sidorov.

## Palmarès

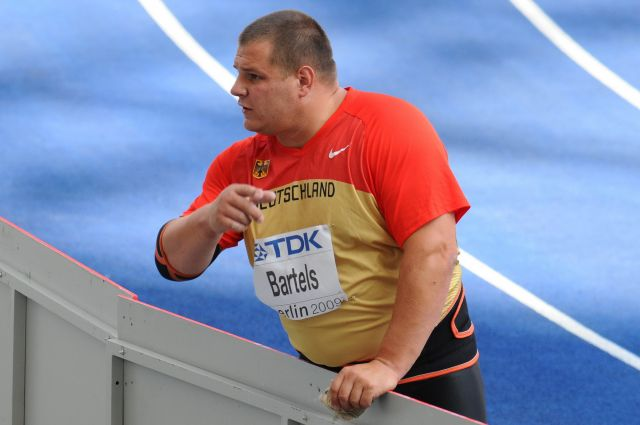
Ralf Bartels lors des Championnats du monde 2009 de Berlin

| Date | Compétition                    | Lieu      | Résultat | Marque  |
| ---- | ------------------------------ | --------- | -------- | ------- |
| 2002 | Championnats d'Europe          | Munich    | 3e       | 20,58 m |
| 2005 | Championnats du monde          | Helsinki  | 3e       | 20,99 m |
| 2006 | Championnats d'Europe          | Göteborg  | 1er      | 21,13 m |
| 2007 | Championnats du monde          | Osaka     | 6e       | 20,45 m |
| 2009 | Championnats d'Europe en salle | Turin     | 3e       | 20,39 m |
| 2009 | Championnats du monde          | Berlin    | 3e       | 21,37 m |
| 2010 | Championnats du monde en salle | Doha      | 2e       | 21,44 m |
| 2010 | Championnats d'Europe          | Barcelone | 2e       | 20,93 m |
| 2011 | Championnats d'Europe en salle | Paris     | 1er      | 21,16 m |
| 2013 | Championnats d'Europe en salle | Göteborg  | 4e       | 20,16 m |

### Records
| Épreuve                        | Performance | Lieu   | Date         |
| ------------------------------ | ----------- | ------ | ------------ |
| Lancer du poids (en plein air) | 21,37 m     | Berlin | 15 août 2009 |
| Lancer du poids (en salle)     | 21,44 m     | Doha   | 13 mars 2010 |